# Бирч, Дайан
Дайан Бирч (англ. Diane Birch) — американская певица, исполнитель собственных песен.

## Биография

### Ранняя жизнь
Дайан родилась в штате Мичиган. В возрасте семи лет Бирч начала обучаться игре на фортепиано по методу Судзуки. Повзрослев, она стала слушать оперную и классическую музыку, петь в церковном хоре. Ребёнком она вместе со своей семьей жила в Зимбабве и в Сиднее, так как её отец был проповедником Церкви адвентистов седьмого дня и был обязан служить в нескольких странах. Когда ей было десять лет, её семья переехала в США и обосновалась в городе Портленд штата Орегон. Бирч обучалась в начальной школе Портленда, а позже в Портлендской Адвентистской Академии.

## Карьера
В начале своей карьеры Дайан отправилась в Лос-Анджелес и намеревалась начать писать музыку для фильмов, но вместо этого стала играть на фортепиано в отеле «Беверли Хиллз» и в музее «L’Orangerie». Во время выступления в 2006 её замечает певец Принц и приглашает её к себе домой присоединиться к его музыкальному коллективу. Позже Бирч едет в Лондон, где она подписывает договор с издателем и пишет большое количество композиций, которые войдут впоследствии в её дебютный альбом.
В 2007 направляется в Нью-Йорк после подписания контракта с записывающей студией S-Curve Records продюсера Стива Гринберга. Дебютный альбом Дайан, Bible Belt, записывался в Нью-Йорке и Новом Орлеане и был выпущен в 2009 на S-Curve, получил отзывы поддержки от Rolling Stone, Paper Magazine и Huffington Post.
В 2009 Бирч сделал ряд телевизионных представлений дабы прорекламировать свой альбом Bible Belt на таких шоу как: The Late Late Show с Крейгом Фергюсоном, Late Show с Дэвидом Леттерманом, Last Call c Карсоном Дэйли, Jimmy Kimmel Live!, The Tonight Show с Конаном О’Брайаном и Джеем Лено, а также Live From Daryl's House. Дайан дала интервью для National Public Radio в июне 2009 года, где она представила несколько её песен с альбома Bible Belt.
Её композиция Rise Up была признана iTunes и Starbucks как лучшая песня недели в октябре 2009, а другая её песня Valentino появилась в фильме «День Святого Валентина».
В 2010 Бирч была на разогреве Стиви Уандера на Hard Rock Calling Festival в Гайд-парке и у Ника Джонаса. В сентябре она выпускает сингл Gee Whiz It’s Christmas в Amazon'e и iTunes. В декабре впускает цифровой EP The Velveteen Age, который состоит из кавер-версий песен.
В 2013 она участвовала в треке английского реп-исполнителя Devlin'a Rewind, где исполнила куплеты основанные на её оригинальных версиях треков из альбома Bible Belt.
В дополнение к клавишным инструментам, она также играет на гитаре и скрипке.
Её второй альбом, под названием Speak A Little Louder, был выпущен в октябре 2013 года в США.
31 января 2016 года она выпускает собственно спродюcированный альбом Nous. Альбом был записан в Берлине.

## Дискография

### Студийные альбомы
- Bible Belt (2009)
- Speak a Little Louder (2013)
- Nous (2016)